# Kostel Zasnoubení Panny Marie (Mackovice)
Kostel Zasnoubení Panny Marie v Mackovicích je římskokatolický kostel zasvěcený Zasnoubení Panny Marie. Je filiální kostel farnosti Břežany u Znojma. Je chráněn jako kulturní památka.

## Historie
Kostel vznikl přestavbou původní barokní kaple z roku 1712.

## Vybavení
V kněžišti se kromě obětního stolu nachází hlavní oltář se svatostánkem a s oltářním obrazem Zasnoubení Panny Marie. Stěny zdobí malovaná křížová cesta. Mezi další vybavení zde patří dřevěné lavice nebo kazatelna.

## Exteriér
Kostel stojí uprostřed místní návsi, nedaleko dětského hřiště. Nedaleko se nachází kamenná socha sv. Jana Nepomuckého a pomník obětem první a druhé světové války. Před vstupem do chrámu stojí litinový kříž.

## Galerie

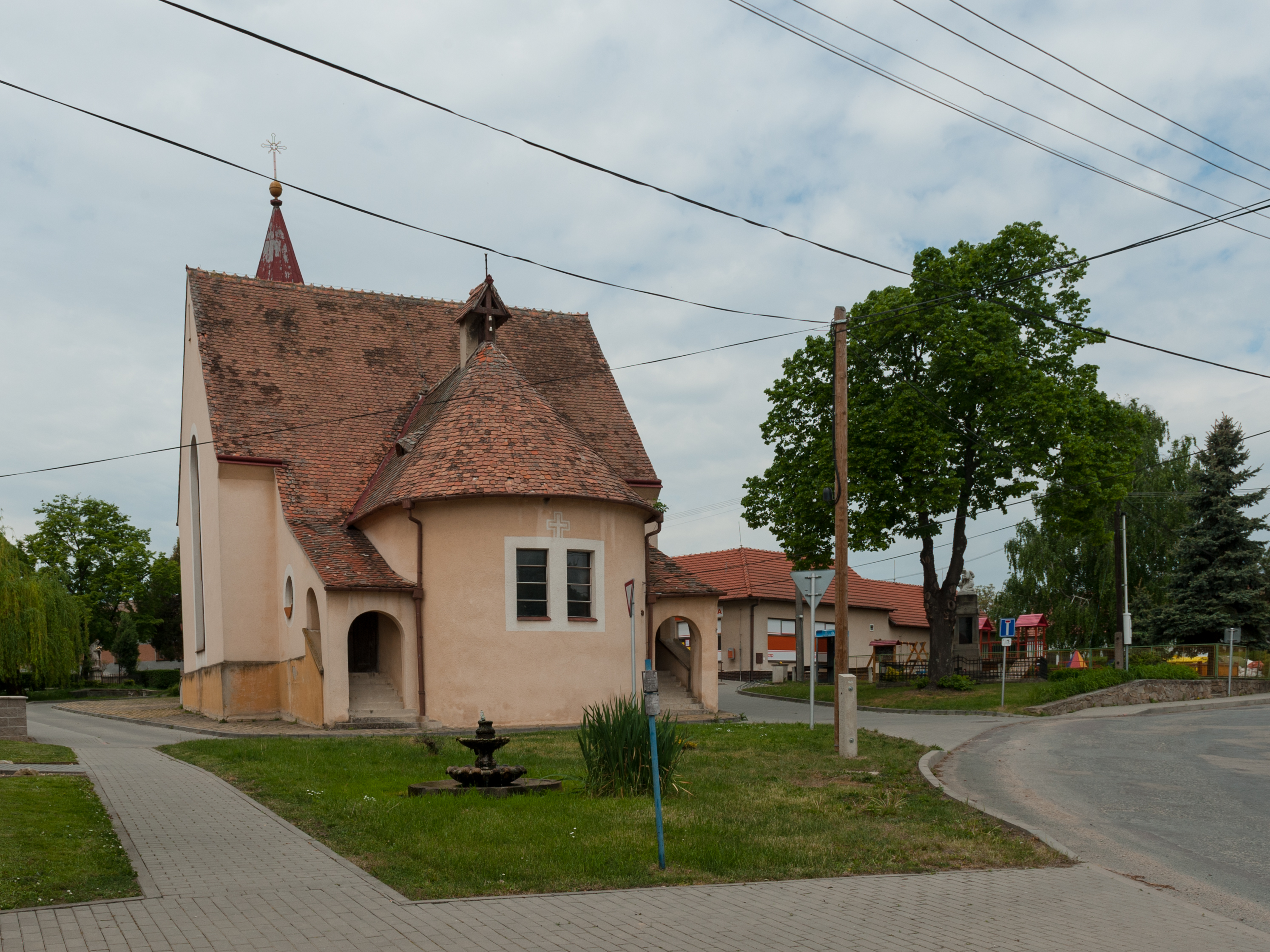
Pohled na kostel zezadu
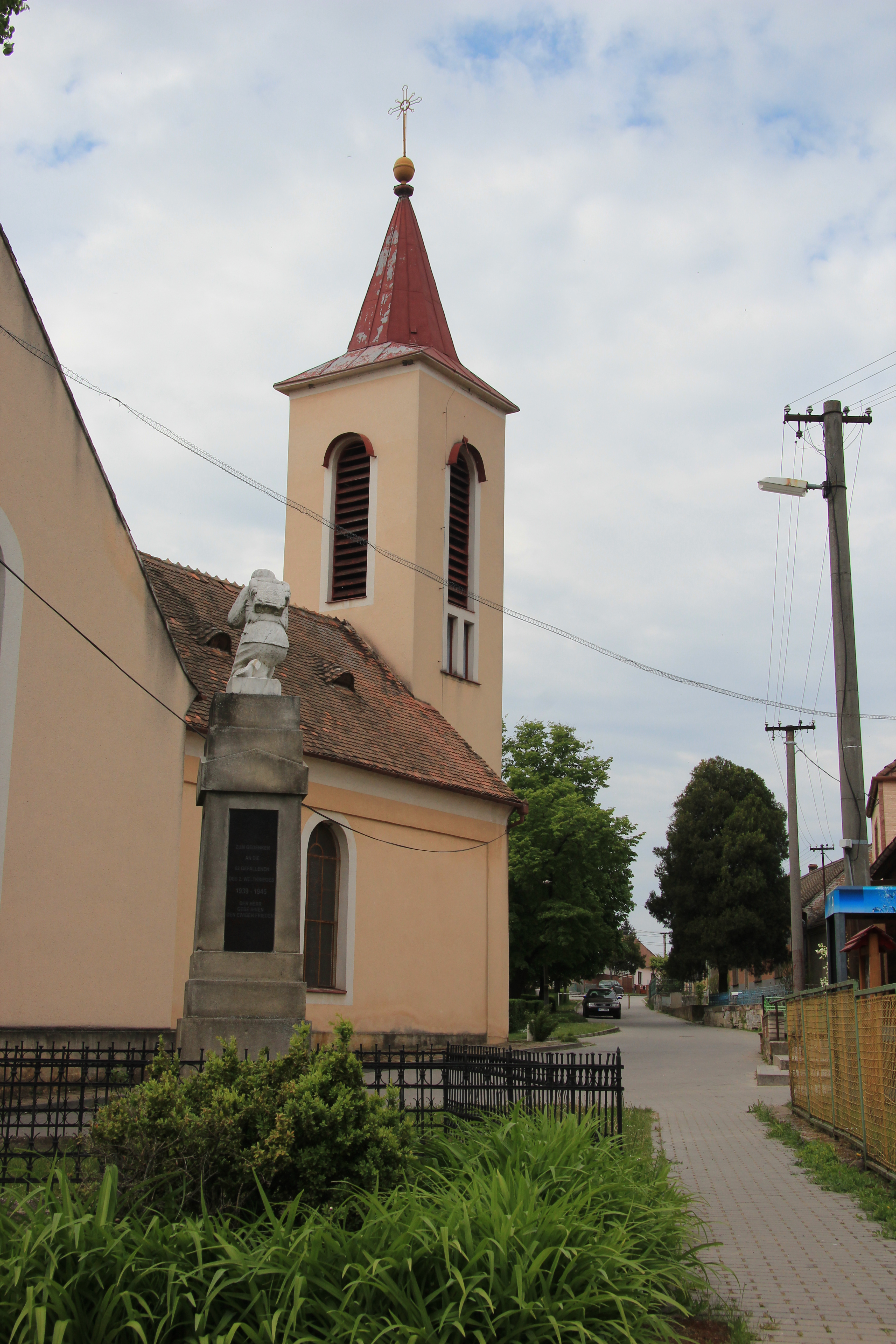
Pomník obětem světových válek vedle kostela
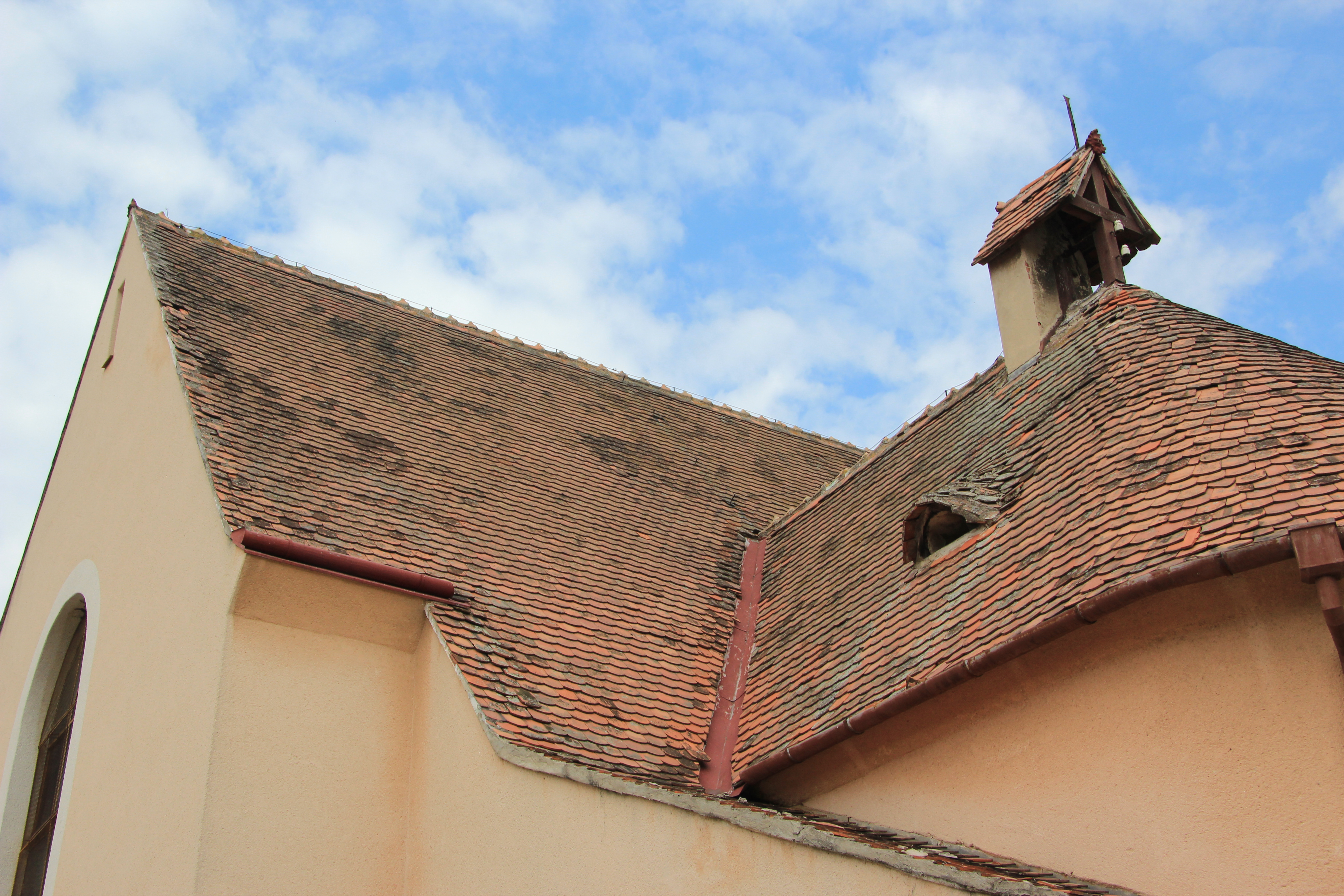
Střecha kostela se sanktusníkem
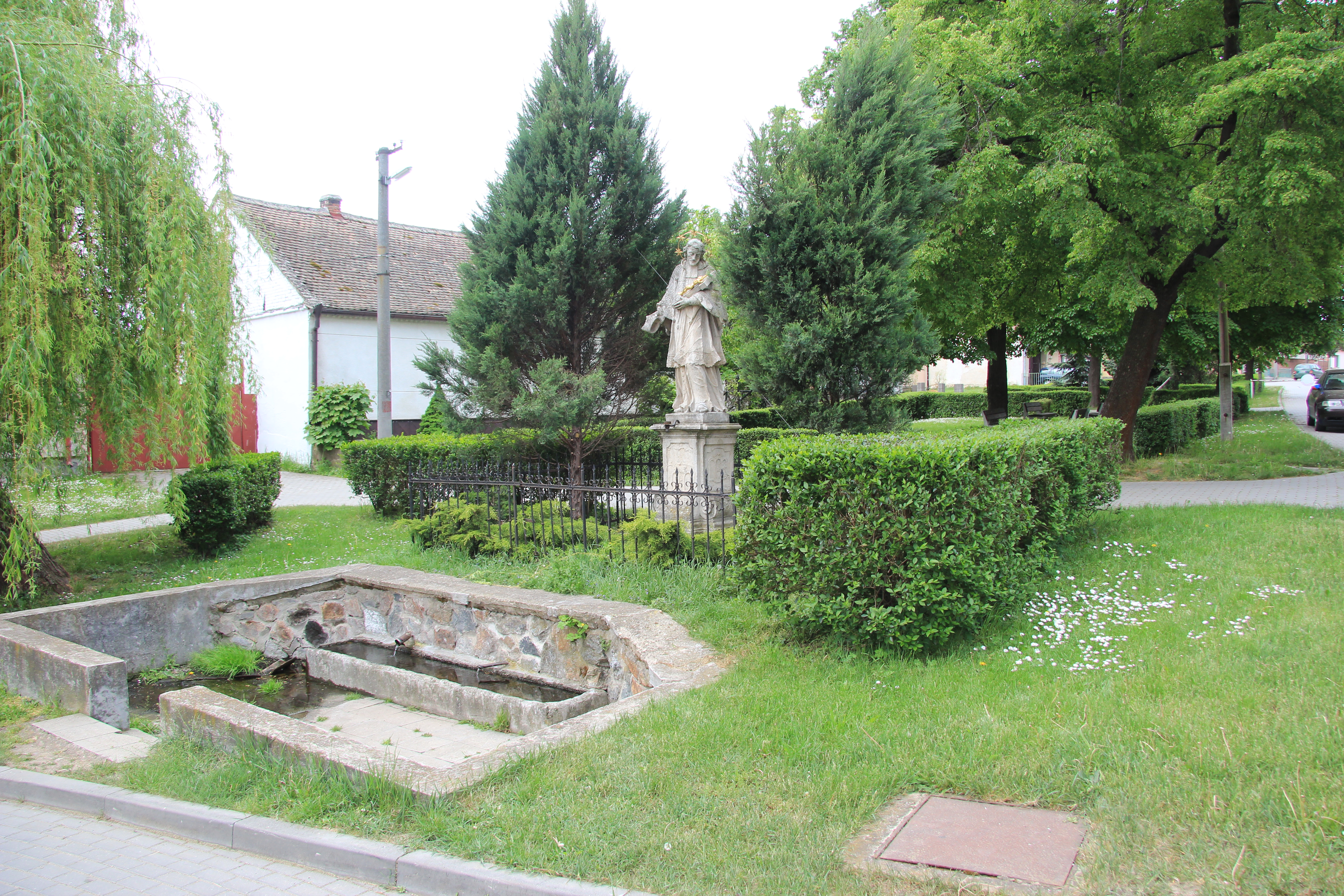
Socha sv. Jana Nepomuckého nedaleko kostela